# 拉丁超立方抽样

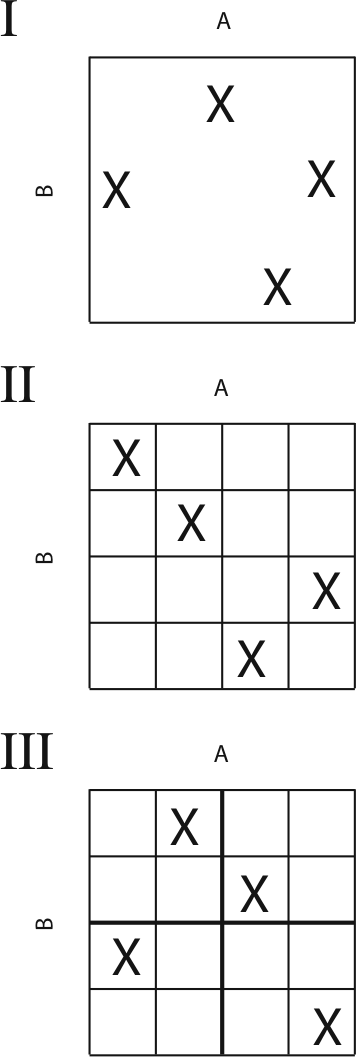
图中II为拉丁超立方抽样的示意图。I和III则分别为随机抽样与正交抽样的示意图。

拉丁超立方抽样（英語：Latin hypercube sampling，缩写）是一种从多元参数分布中近似随机抽样的方法，属于分层抽样技术，常用于计算机实验或蒙特卡洛积分等。
麦凯（McKay）等人于1979年提出了拉丁超立方抽样。不过此前Eglājs于1977年独立提出过相同的抽样技术。1981年，伊曼（Ronald L. Iman）等进一步发展了该方法。
在统计抽样中，拉丁方阵是指每行、每列仅包含一个样本的方阵。拉丁超立方则是拉丁方阵在多维中的推广，每个与轴垂直的超平面最多含有一个样本。
假设有{\displaystyle N}个变量（维度），可以将每个变量分为{\displaystyle M}个概率相同的区间。此时，可以选取{\displaystyle M}个满足拉丁超立方条件的样本点。需要注意的是，拉丁超立方抽样要求每个变量的分区数量{\displaystyle M}相同。不过，该方法并不要求当变量增加时样本数{\displaystyle M}同样增加。

## 延伸阅读
- Tang, B. . Journal of the American Statistical Association. 1993, 88 (424): 1392–1397. JSTOR 2291282. doi:10.2307/2291282.
- Owen, A.B. . Statistica Sinica. 1992, 2: 439–452.
- Ye, K.Q. . Journal of the American Statistical Association. 1998, 93 (444): 1430–1439. JSTOR 2670057. doi:10.2307/2670057.